# بخش اسپرینگ فیلد (شهرستان ویلیامز، اوهایو)
بخش اسپرینگ فیلد (به انگلیسی: Springfield Township) یک منطقهٔ مسکونی در ایالات متحده آمریکا است که در شهرستان ویلیامز، اوهایو واقع شده‌است.
 بخش اسپرینگ فیلد ۹۳٫۹ کیلومتر مربع مساحت و ۳٬۲۲۷ نفر جمعیت دارد و ۲۱۹ متر بالاتر از سطح دریا واقع شده‌است.